# Nempont-Saint-Firmin
Nempont-Saint-Firmin ist eine Gemeinde im französischen Département Pas-de-Calais in der Region Hauts-de-France (vor 2016 Nord-Pas-de-Calais). Sie gehört zum Kanton Berck (bis 2015 Montreuil) im Arrondissement Montreuil. Die Bewohner nennen sich die Nempontois.

## Geografie, Infrastruktur
Die vormaligen Routes nationales 1 und 40 tangieren Nempont-Saint-Firmin. Sie wurden zu Départementsstraßen abgestuft.
Die Gemeinde grenzt im Norden an Lépine, im Osten an Roussent, im Süden an Nampont und im Westen an Tigny-Noyelle.

## Bevölkerungsentwicklung

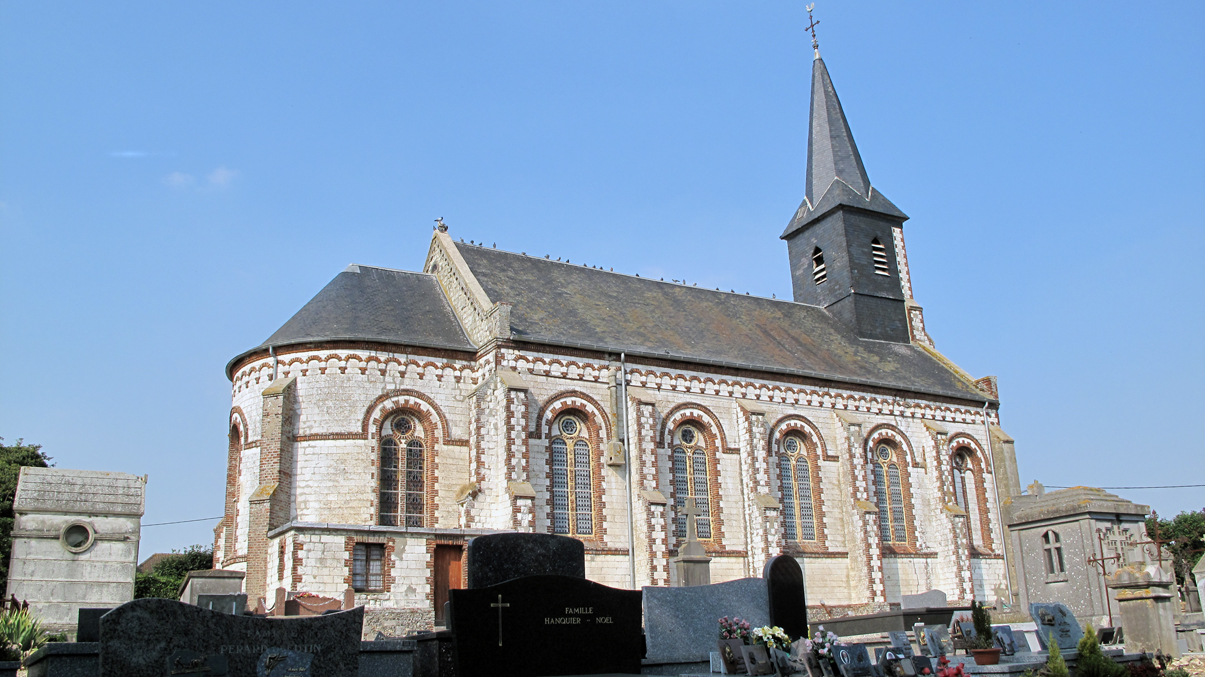
Kirche Saint-Firmin

| Jahr      | 1962 | 1968 | 1975 | 1982 | 1990 | 1999 | 2008 | 2014 |
| --------- | ---- | ---- | ---- | ---- | ---- | ---- | ---- | ---- |
| Einwohner | 171  | 156  | 158  | 163  | 160  | 166  | 202  | 180  |